# Pere Romeu

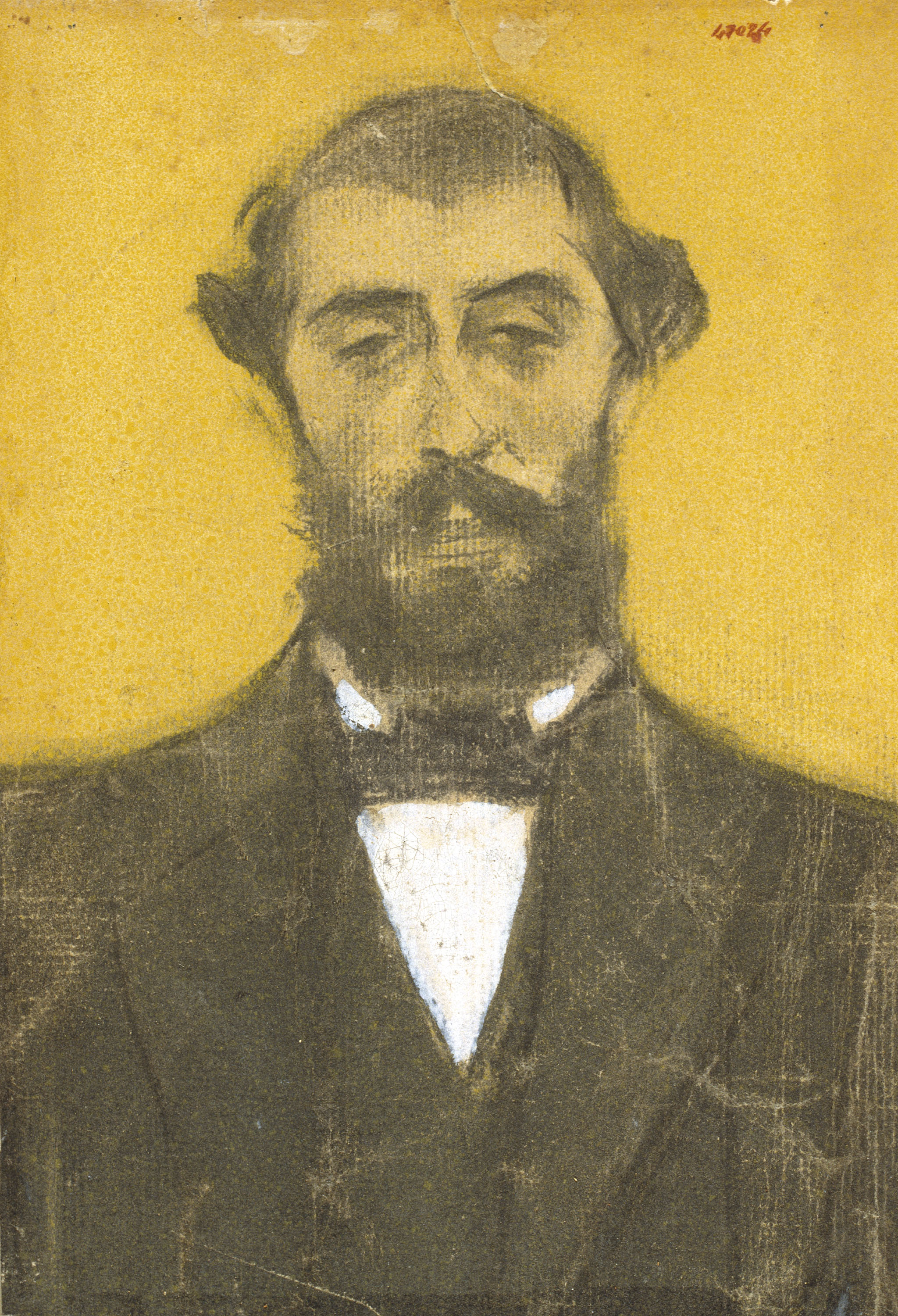
Retrato de Pere Romeu por Ramón Casas, Barcelona, MNAC.

Pere Romeu i Borràs (Torredembarra, 1862-Barcelona, 1908) fue un promotor y animador cultural, titiritero, pintor amateur y empresario español, muy ligado al modernismo, propietario del célebre Els Quatre Gats.

## Biografía
De joven trató de vivir de la pintura; muy relacionado con el grupo modernista de Ramón Casas, en 1893 colaboró con Miquel Utrillo y Steinlen en espectáculos de sombras chinescas en el Theatre des Ombres Parisiennes, espectáculo que en 1894 intentaron realizar en Nueva York y Chicago, sin lograr éxito. Más tarde, fue animador en el cabaré de Montmartre Le Chat Noir de Rodolphe Salis, experiencia que le llevó a querer repetir algo semejante en Barcelona. Romeu era hombre de ideas, pero sin capital para llevarlas a cabo. Utrillo contagió a Casas y a Santiago Rusiñol el entusiasmo por el proyecto y los cuatro fueron los promotores de la inauguración el 14 de junio de 1897 de Els Quatre Gats en la calle Montsión, en los bajos de la Casa Martí, construida por Josep Puig i Cadafalch. Romeu fue el alma del local, y su estampa alta, desmelenada y con barba fue frecuentemente pintada y dibujada por Picasso, Ricard Opisso, Casas y otros artistas, convirtiéndose en símbolo pintoresco del modernismo. Una de las imágenes más conocidas es el cuadro que Casas pintó para decorar Els Quatre Gats, Ramon Casas y Pere Romeu en un tándem (1897), donde aparecen los dos amigos. Gran aficionado a todo lo que simbolizaba modernidad entonces, como el automovilismo o el deporte, regentó el Gimnasio Catalán. Posteriormente, montó un garaje y participó en alguna carrera. En 1899 editó la revista Quatre Gats. La taberna permaneció abierta hasta 1903 y fue sede de tertulias de intelectuales y artistas y lugar de celebración de espectáculos con sombras chinas y conciertos. En Els Quatre Gats, muchos de los artistas modernistas expusieron por primera vez. Al cerrar, montó un garaje y participó en alguna carrera. Fue estimado por Rubén Darío, cliente del local.